# Xã Adams, Quận Wapello, Iowa
Xã Adams (tiếng Anh: Adams Township) là một xã thuộc quận Wapello, tiểu bang Iowa, Hoa Kỳ. Năm 2010, dân số của xã này là 708 người.